# Flecha Valona 1946
La Flecha Valona 1946 se disputó el 9 de junio de 1946, y supuso la edición número 11 de la carrera. El ganador fue el belga Désiré Keteleer. Sus compatriotas René Walschot y Edward Van Dijck fueron segundo y tercero respectivamente. 

## Clasificación final
| Pos. | Ciclista          | Equipo             | Tiempo   |
| ---- | ----------------- | ------------------ | -------- |
| 1    | Désiré Keteleer   | Groene Leeuw       | 6h58'48" |
| 2    | René Walschot     | Mercier-Hutchinson | s.t.     |
| 3    | Edward Van Dijck  | Cycles Roberty     | a 1'02"  |
| 4    | Émile Masson Jr.  | Alcyon-Dunlop      | s.t.     |
| 5    | Petrus Van Verre  | Garin              | s.t.     |
| 6    | Roger Desmet      | Thompson           | s.t.     |
| 7    | Emiel Faignaert   | Dilecta            | s.t.     |
| 8    | Frans Bonduel     | Dilecta            | s.t.     |
| 9    | Richard Depoorter | Mercier-Hutchinson | a 3'29"  |
| 10   | Joseph Somers     | Cilo               | s.t.     |